# Wilhelm V. (Bayern)

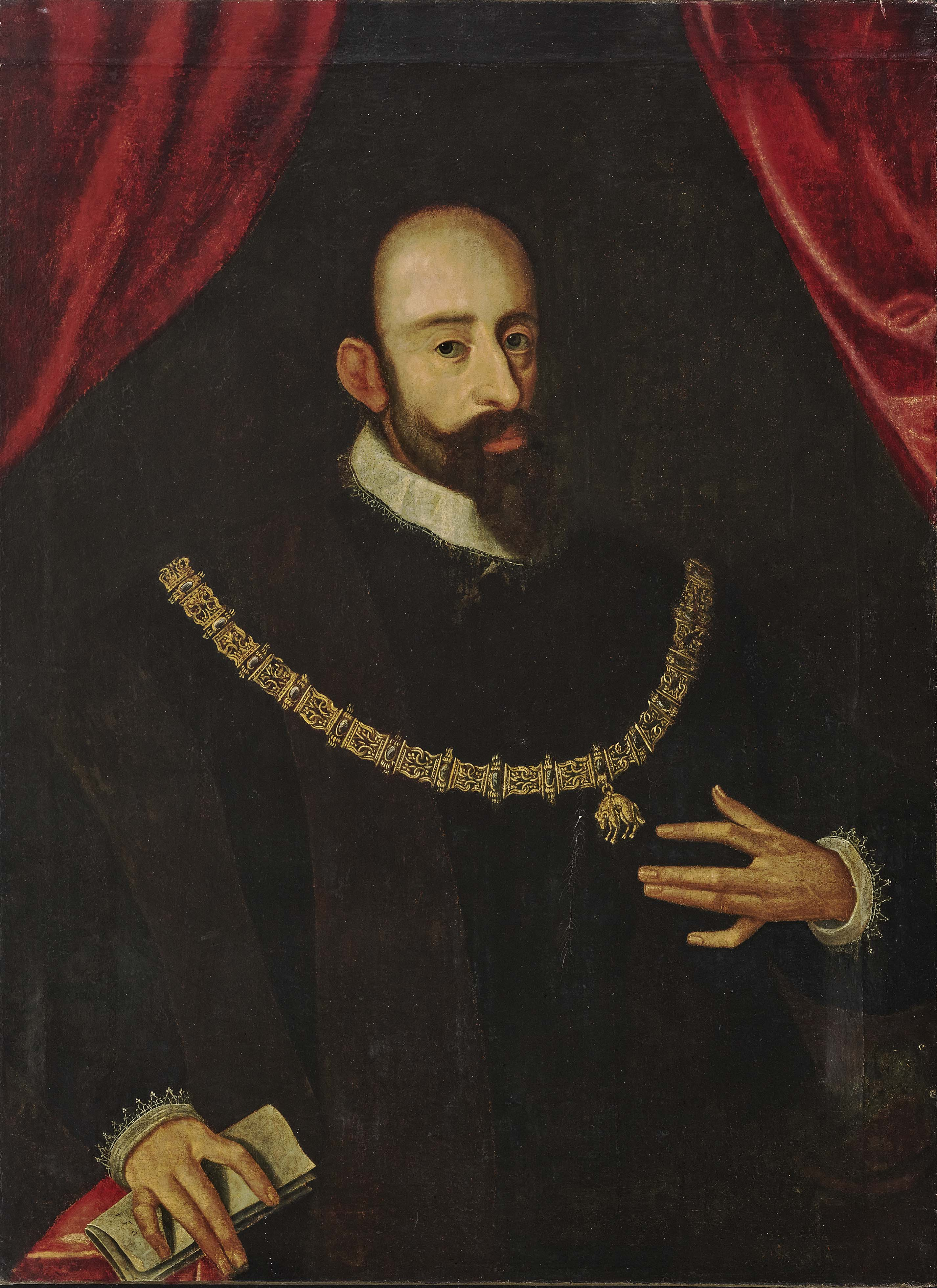
Wilhelm V., Gemälde nach Hans von Aachen, um 1596

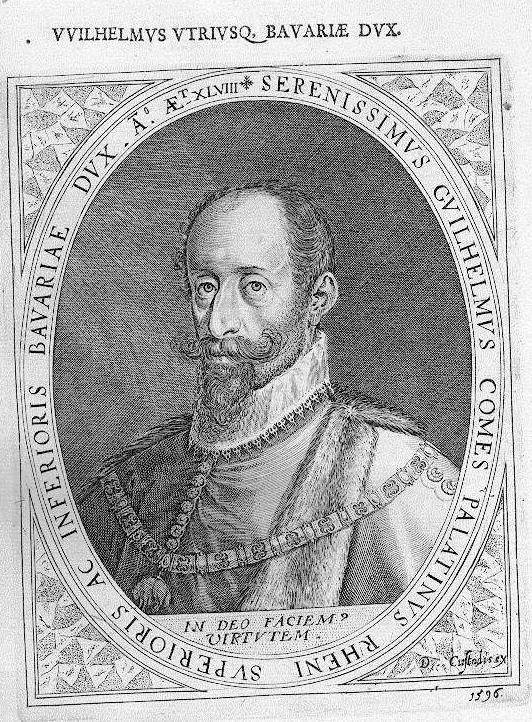
Wilhelm V., Kupferstich von Dominicus Custos. Darstellung mit der Collane des Ordens vom Goldenen Vlies

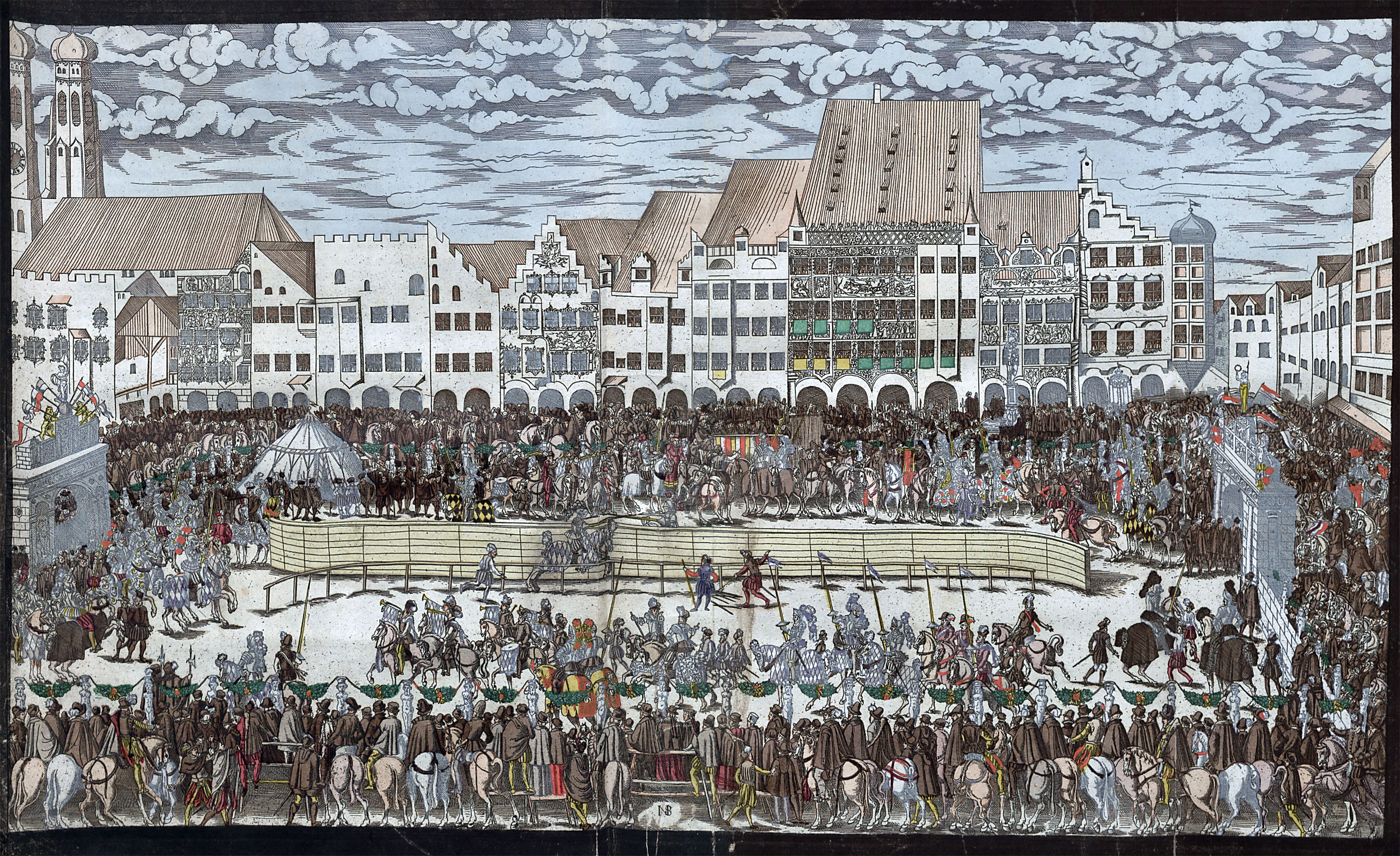
Nicolaus Solis, München 1568, Hochzeit des bay. Herzogs mit Renata von Lothringen

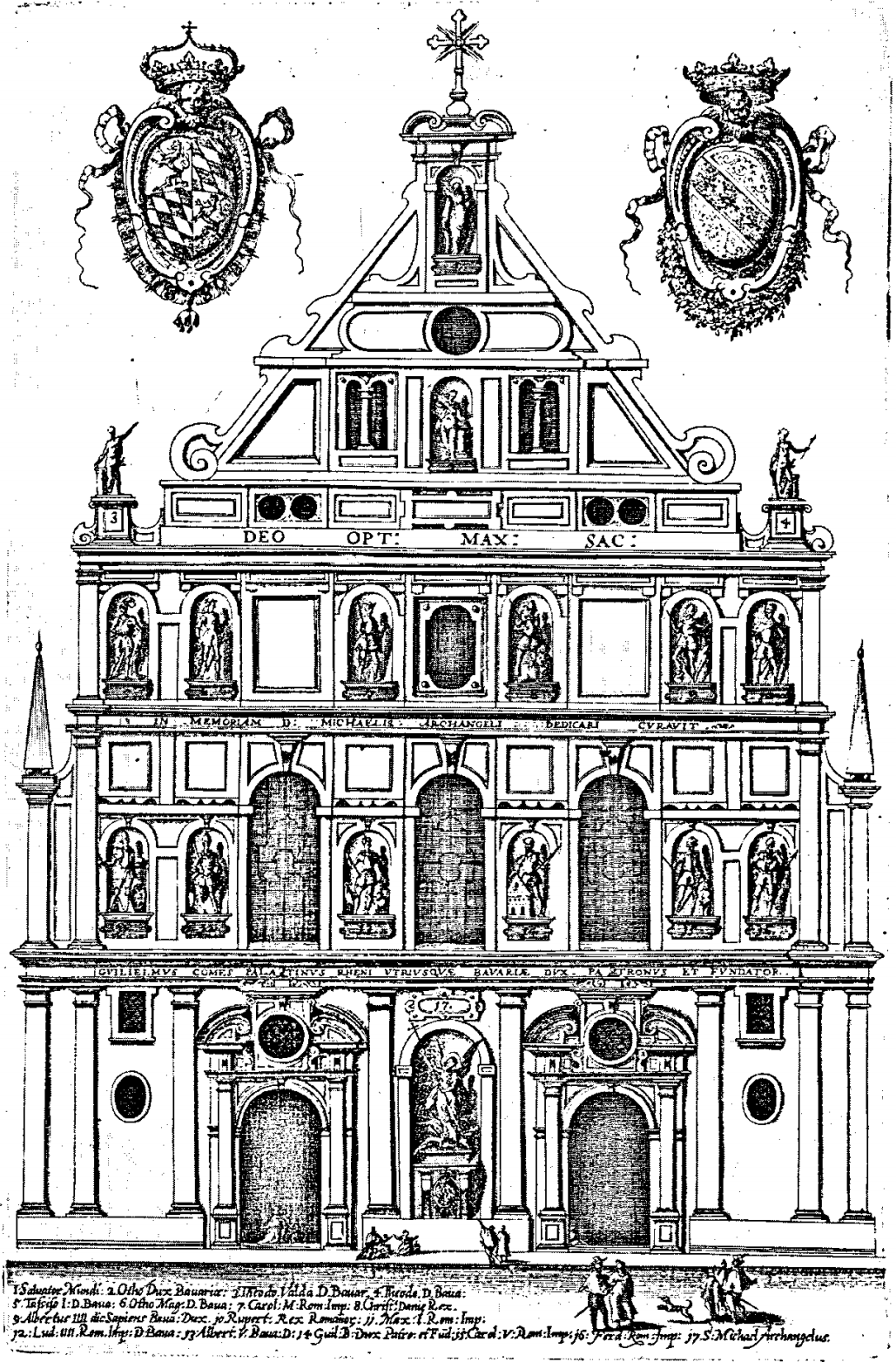
Kupferstich der Fassade von St. Michael (1597)

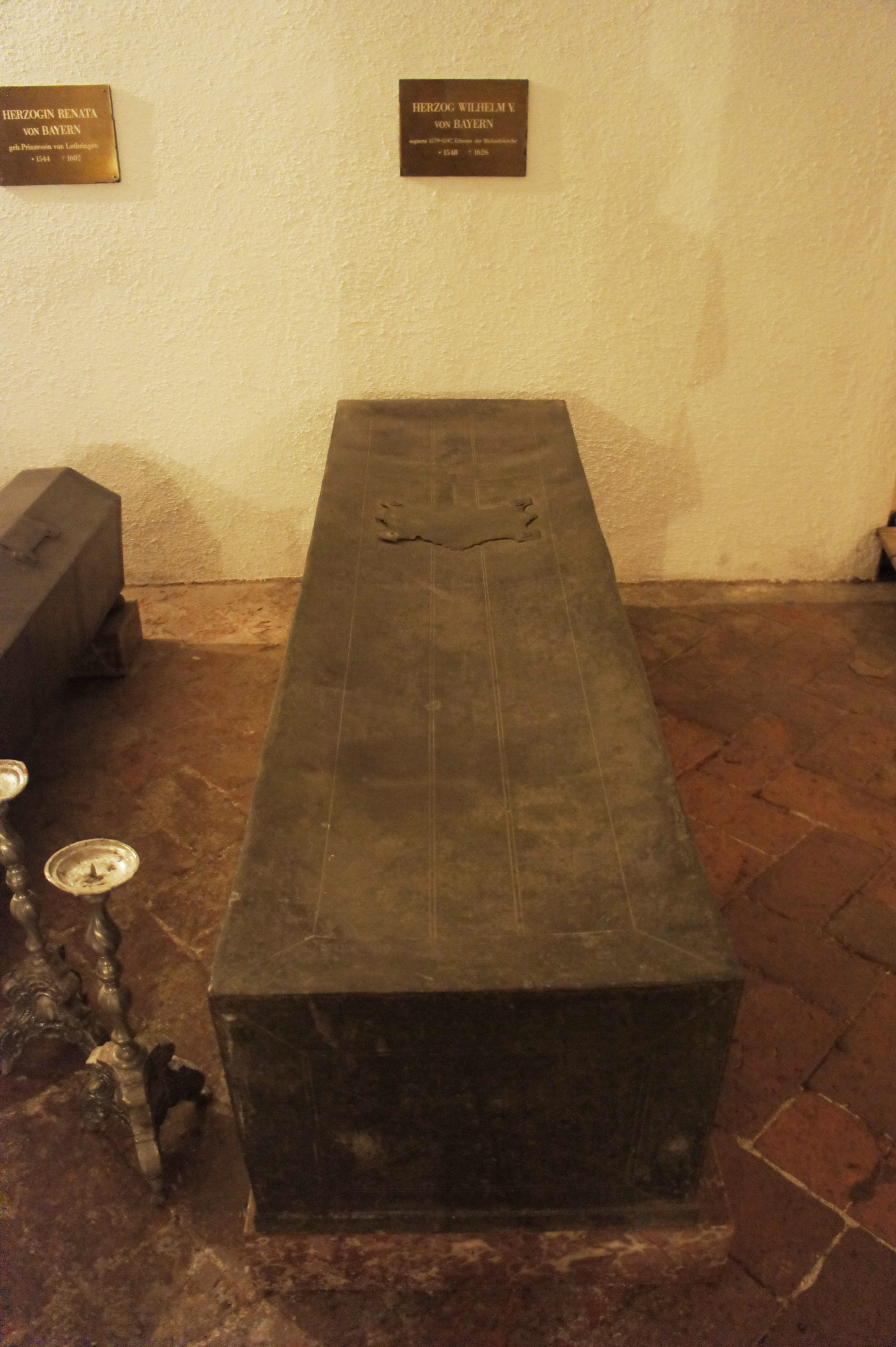
Sarkophag von Wilhelm V. in der von ihm errichteten Münchener Michaelskirche

Wilhelm V. der Fromme (* 29. September 1548 in Landshut; † 7. Februar 1626 in Schleißheim) war von 24. Oktober 1579 bis zu seiner Abdankung am 15. Oktober 1597 Herzog von Bayern. Seine Herrschaft war ebenso bedeutsam für die Entfaltung der Kunst des Manierismus in Bayern wie auch für den Erfolg der Gegenreformation in Deutschland. An seine prunkvolle Hochzeit 1568 erinnert noch heute das Glockenspiel am Münchner Rathaus, auch die epochale Michaelskirche und das Hofbräuhaus gehen auf Wilhelm zurück, ebenso die Anfänge von Schloss Schleißheim.

## Vor dem Regierungsantritt
Wilhelm wurde als zweiter Sohn Albrechts V. während dessen Prinzenzeit auf Burg Trausnitz über Landshut geboren, einem alten Herrschaftsmittelpunkt der Wittelsbacher. Seine Mutter war Anna von Österreich, Tochter Kaiser Ferdinands I und Nichte Karls V. Seine Erziehung fiel in die Jahre, als der Einfluss der Jesuiten in Bayern zur Herrschaft gelangte. Mit 15 Jahren bezog er die Hochschule in Ingolstadt.
1568 heiratete Wilhelm Renata von Lothringen. Die Hochzeit wurde mit großem Aufwand in der Residenz seines Vaters in München gefeiert und ist in zeitgenössischen Texten und Bildern ausführlich dokumentiert. Anschließend richtete das Prinzenpaar eine Hofhaltung auf der Burg Trausnitz ein, wo ein bedeutender künstlerischer Aufwand getrieben wurde. Renata von Lothringen war eine Tochter Christinas von Dänemark, damit ebenfalls Nichte Kaiser Karls V., und wuchs am lothringischen Herzogshof auf. Sie brachte damit vor allem Kenntnisse der französischen und spanischen Hofkultur nach Landshut. Wilhelm wiederum war eng mit den Habsburgern, aber auch den Medici verwandt, so dass auch die künstlerischen Zentren Innsbruck, Ambras, Wien und Florenz Vorbildwirkungen entfalteten. Wichtige Anregungen erhielt das Prinzenpaar durch Wilhelms Onkel Erzherzog Ferdinand von Tirol, der ab 1567 als Landesfürst die Residenz in Innsbruck mit Gärten und Lustschlössern (z. B. Schloss Ruhelust) ausbaute und sich ab 1572 eine berühmte Kunstsammlung in Schloss Ambras einrichtete. Ein enger Berater wurde auch Hans Fugger in Augsburg, der ihn nicht nur mit Ideen und personellen Kontakten versorgte, sondern zusammen mit anderen große Kreditsummen bereitstellte.
In Landshut wurde das befestigte Bergschloss Trausnitz baulich erweitert und mit umfangreichen Bildzyklen ausgemalt. Im Tal entstand ein Park im Stil eines Renaissancegartens nach französischen Vorbildern vor den Mauern der Stadt, und auf dem Berg um die Trausnitz herum ein umfangreicher Tierpark mit vielen exotischen und raren Tierarten. Die Arbeiten wurden ab 1573 im künstlerischen Sinn koordiniert durch den in Florenz ausgebildeten niederländischen Maler Friedrich Sustris, der in dem neuartigen Amt des Kunstintendanten die verschiedenen Kunstgattungen in den Dienst fürstlicher Selbstinszenierung stellte und auch in München diese Funktion ausüben sollte.

## Regierungszeit
Nach dem Tod des Vaters übernahm Wilhelm V. 1579 die Regierung im Herzogtum Bayern und siedelte mit seiner Gemahlin in die Residenz in München über.
Nach seinem Regierungsantritt setzte Wilhelm V. die gegenreformatorische Politik seines Vaters fort. 1583 besiegelte er in München ein Konkordat, das die erweiterten Kompetenzen des Landesherrn in kirchlichen Fragen regelte. Im selben Jahr schaltete er sich in den Kurkölnischen Krieg ein, nachdem der Kölner Erzbischof Gebhard Truchsess von Waldburg zum Protestantismus übergetreten war. Die Eroberung des Erzbistums durch seinen Bruder Ernst unterstützte er finanziell und mit eigenen Truppen, was den bayerischen Schuldenberg um weitere 700.000 Gulden anwachsen ließ. Als Ergebnis stellten die Wittelsbacher bis 1761 den Kölner Kurfürsten und Erzbischof. Den ursprünglich überkonfessionellen Landsberger Bund wollte Wilhelm nach dem Konflikt um Köln durch ein rein katholisches Bündnis ersetzen, dies scheiterte damals aber noch an Österreich und Tirol.

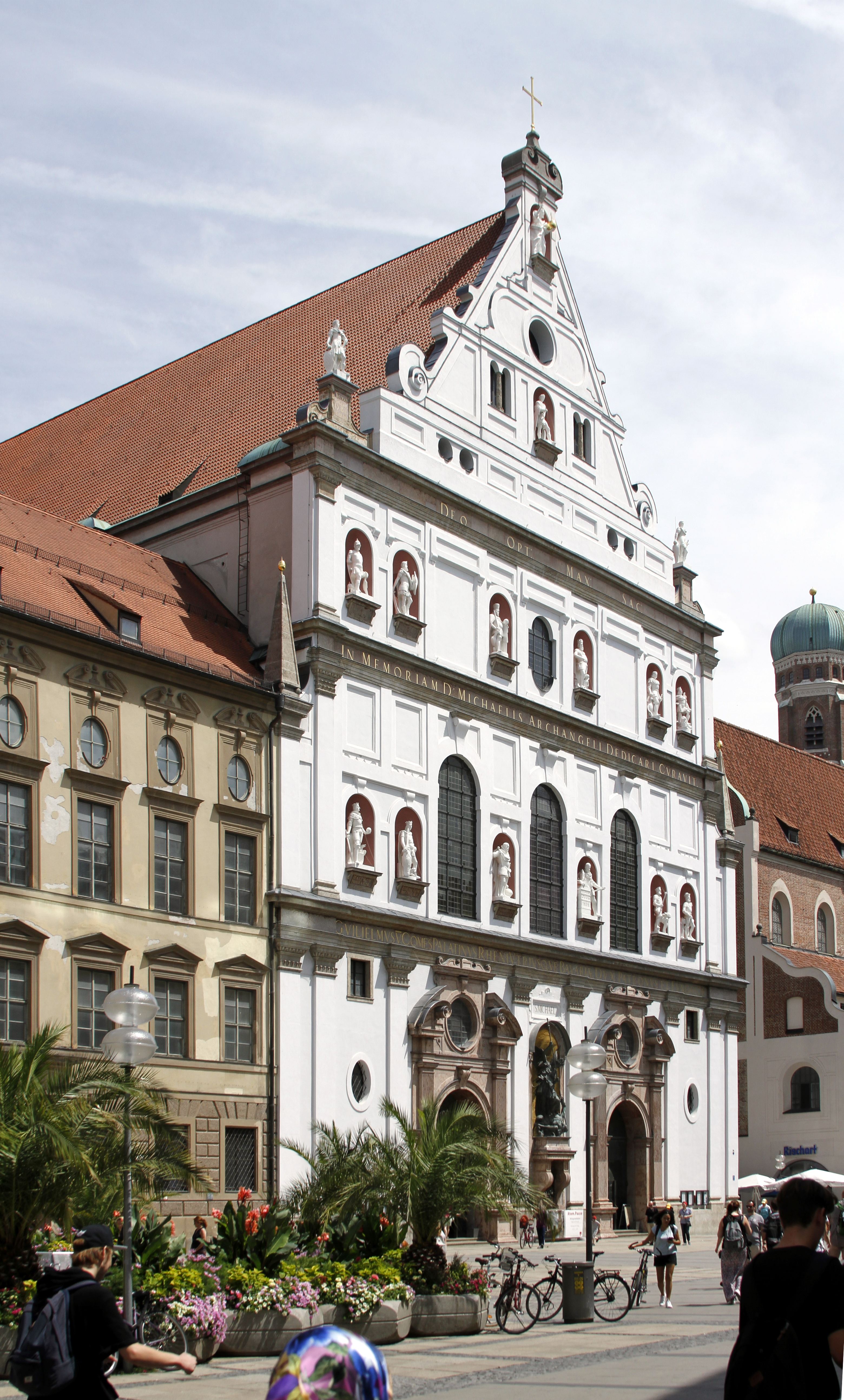
Münchener Michaelskirche mit der Alten Akademie

Generös wie sein Vater förderte er die Künste und die katholische Kirche. Er errichtete das Jesuitenkloster in München und ab 1583 mit der Michaelskirche die größte Renaissancekirche nördlich der Alpen. Unter Wilhelm V. kamen die Jesuiten auch nach Altötting, Biburg, Münchsmünster, Ebersberg und nach Regensburg, wo 1587 im verwaisten Kloster Mittelmünster als Gegenpol zum städtischen, protestantischen Gymnasium poeticum das Jesuiten-Gymnasium St. Paul gegründet wurde. In dieser Zeit lebte er für ein Jahr im Kartäuserkloster Prüll in der stillen Abgeschiedenheit einer Kartause, an der Südostecke, die ihm zu Ehren in eine kleine Kapelle umgewandelt und mit einem Türmchen geschmückt wurde.
Im Jahr 1583 erwarb er für die Münchner Hofbibliothek das Gebetbuch Karls des Kahlen.
München wurde zu einem Zentrum der Bildhauerkunst, das von Hubert Gerhard und Hans Krumpper geprägt wurde. Als Maler waren an seinem Hof unter anderen Hans von Aachen und Peter Candid tätig. An der Münchener Hofkapelle wirkte Orlando di Lasso. Wilhelm ließ 1593 den Grundstein für eine neue Stadtresidenz legen, die nach ihm zunächst Wilhelminische Veste und später Maxburg genannt wurde. Wie schon beim Jesuitenkolleg mussten für das Grundstück zuvor zahlreiche Bürgerhäuser erworben werden. Gegenüber diesen teueren Ausgaben fiel die hohe Apanage für Wilhelms Schwester Maximiliana nicht mehr ins Gewicht.
1588 verglich sich Wilhelm mit seinem Bruder Ferdinand, der eine morganatische Ehe eingegangen war, und trat ihm die Grafschaft Haag ab, was im Folgejahr Kaiser Rudolf II. bestätigte.
Um 1590 ernannte Wilhelm V. den engagierten Speyerer Domherrn Adolph Wolff von Metternich (1553–1619) zum Hofmeister seiner für den geistlichen Stand bestimmten Söhne Philipp und Ferdinand. 1592 und 1593 hielt sich dieser mit ihnen in Rom auf, wo sie studierten. 1591 vertrieb Wilhelm die Salzburger nach einem Einverleibungsversuch mit Waffengewalt aus der Fürstpropstei Berchtesgaden, dem zukünftigen Besitz seines Sohnes Ferdinand.
Schon ab 1577 wurden die Stände, die für die Bewilligung der Steuern für den Herzog zuständig waren, nicht mehr regelmäßig einberufen. Wilhelm litt zunehmend unter den Anforderungen, sein finanziell marodes Herzogtum zu regieren und flüchtete in die Askese. Als Sparmaßnahme ließ er 1589 die erste Hofbrauerei einrichten, da das Bier für den Münchner Hof erhebliche Kosten verursachte, vor allem wenn es importiert wurde, z. B. aus dem fernen Einbeck. 1591 ließ Wilhelm V. den italienischen „Goldmacher“ Marco Bragadino in München wegen „Betrug und Zauberei“ hinrichten. Dieser hatte dem nun in ständigen Geldschwierigkeiten steckenden Herzog versprochen, aus Blei Gold machen zu können. Gleichzeitig kam es zu einer Zunahme der Hexenverfolgungen mit grausamen Hinrichtungen. Seit 1594 bestand ein herzogliches Salzmonopol. 1596 gründete der Herzog zwischen Moosach und Feldmoching, im Gebiet der heutigen Fasanerie-Nord eine Fasanenzucht. Trotz aller Maßnahmen gelang es jedoch nicht, die Staatsfinanzen zu sanieren.

## Abdankung und späte Jahre
Ab 1594 beteiligte Wilhelm schrittweise seinen ältesten Sohn Maximilian an den Regierungsgeschäften, am 15. Oktober 1597 dankte er ab und am 4. Februar 1598 entband er seine Beamten und Untertanen vom Treueeid. Er selbst behielt eine Jahresapanage von 60.000 Gulden und zog sich mit seiner Frau in die neuerbaute Wilhelminische Veste zurück. Ab 1598 ließ er sich außerhalb Münchens ein schlichtes Herrenhaus errichten, aus dem sich die Schlossanlage Schleißheim entwickelte. 1602 starb seine Frau Renata. Trotz der hohen Apanage lebte Wilhelm sehr bescheiden und zurückgezogen in religiöser Einkehr und stiftete unter anderen ein Waisen- und ein Siechenhaus. Auch ein St. Karl Borromäus geweihtes Kloster wurde 1623 durch den abgedankten Herzog gegründet und beherbergte zunächst Basilianer. Erst 1626 starb Wilhelm in Schleißheim.

## Heirat und Nachkommen
Herzog Wilhelm V. heiratete am 22. Februar 1568 in München Renata von Lothringen (1544–1602), die Tochter des Herzogs Franz I. von Lothringen und seiner Gattin Prinzessin Christina von Dänemark. Die Hochzeit wurde mit einem ungewöhnlich großen Aufwand 18 Tage lang gefeiert, die Festmusik wurde eigens von Orlando di Lasso komponiert. Aus der Ehe gingen zehn Kinder hervor:
- Christoph (*/† 1570)
- Christine (1571–1580)
- Maximilian I. (1573–1651)

1. ⚭ 1595 Prinzessin Elisabeth Renata von Lothringen (1574–1635)
2. ⚭ 1635 Prinzessin Maria Anna von Österreich (1610–1665)

- Maria Anna (1574–1616) ⚭ 1600 Erzherzog Ferdinand II. von Österreich, später Kaiser
- Philipp Wilhelm (1576–1598), Kardinaldiakon und Fürstbischof von Regensburg
- Ferdinand (1577–1650), Kurfürst von Köln, Fürstbischof von Lüttich, Münster, Hildesheim und Paderborn
- Eleonore Magdalena (1578–1579)
- Karl (1580–1587)
- Albrecht VI. der Leuchtenberger (1584–1666) ⚭ 1612 Prinzessin Mechthild von Leuchtenberg (1588–1634)
- Magdalene (1587–1628) ⚭ 1613 Herzog Wolfgang Wilhelm von Neuburg

## Ahnentafel
| Albrecht III. der Fromme | Albrecht III. der Fromme | Albrecht III. der Fromme | Albrecht III. der Fromme | Albrecht III. der Fromme             | Albrecht III. der Fromme             |                                      |                                      | Anna von Braunschweig-Grubenhagen    | Anna von Braunschweig-Grubenhagen    | Anna von Braunschweig-Grubenhagen | Anna von Braunschweig-Grubenhagen | Anna von Braunschweig-Grubenhagen | Anna von Braunschweig-Grubenhagen |                               |                               | Friedrich III. Römisch-deutscher Kaiser | Friedrich III. Römisch-deutscher Kaiser | Friedrich III. Römisch-deutscher Kaiser | Friedrich III. Römisch-deutscher Kaiser | Friedrich III. Römisch-deutscher Kaiser | Friedrich III. Römisch-deutscher Kaiser |                          |                          | Eleonore Helena von Portugal | Eleonore Helena von Portugal | Eleonore Helena von Portugal | Eleonore Helena von Portugal | Eleonore Helena von Portugal  | Eleonore Helena von Portugal  |                               |                               | Markgraf Christoph I. von Baden | Markgraf Christoph I. von Baden | Markgraf Christoph I. von Baden | Markgraf Christoph I. von Baden | Markgraf Christoph I. von Baden | Markgraf Christoph I. von Baden |                               |                               | Ottilie von Katzenelnbogen    | Ottilie von Katzenelnbogen    | Ottilie von Katzenelnbogen | Ottilie von Katzenelnbogen | Ottilie von Katzenelnbogen | Ottilie von Katzenelnbogen |                         |                         | Philipp von der Pfalz   | Philipp von der Pfalz   | Philipp von der Pfalz | Philipp von der Pfalz | Philipp von der Pfalz   | Philipp von der Pfalz   |                         |                         | Margarete von Bayern    | Margarete von Bayern    | Margarete von Bayern | Margarete von Bayern | Margarete von Bayern | Margarete von Bayern |  |  | Erzherzog Maximilian von Österreich | Erzherzog Maximilian von Österreich | Erzherzog Maximilian von Österreich | Erzherzog Maximilian von Österreich | Erzherzog Maximilian von Österreich             | Erzherzog Maximilian von Österreich             |                                                 |                                                 | Maria von Burgund                               | Maria von Burgund                               | Maria von Burgund | Maria von Burgund | Maria von Burgund                     | Maria von Burgund                     |                                       |                                       | Ferdinand der Katholische             | Ferdinand der Katholische             | Ferdinand der Katholische | Ferdinand der Katholische | Ferdinand der Katholische | Ferdinand der Katholische |                         |                         | Isabella die Katholische | Isabella die Katholische | Isabella die Katholische | Isabella die Katholische | Isabella die Katholische | Isabella die Katholische |                     |                     | Kasimir IV. Andreas König von Polen | Kasimir IV. Andreas König von Polen | Kasimir IV. Andreas König von Polen | Kasimir IV. Andreas König von Polen | Kasimir IV. Andreas König von Polen       | Kasimir IV. Andreas König von Polen       |                                           |                                           | Elisabeth von Habsburg                    | Elisabeth von Habsburg                    | Elisabeth von Habsburg | Elisabeth von Habsburg | Elisabeth von Habsburg     | Elisabeth von Habsburg     |                            |                            | Gaston II. de Foix-Candale | Gaston II. de Foix-Candale | Gaston II. de Foix-Candale | Gaston II. de Foix-Candale | Gaston II. de Foix-Candale | Gaston II. de Foix-Candale |                      |                      | Catharine            | Catharine            | Catharine | Catharine | Catharine | Catharine |
| Albrecht III. der Fromme | Albrecht III. der Fromme | Albrecht III. der Fromme | Albrecht III. der Fromme | Albrecht III. der Fromme             | Albrecht III. der Fromme             |                                      |                                      | Anna von Braunschweig-Grubenhagen    | Anna von Braunschweig-Grubenhagen    | Anna von Braunschweig-Grubenhagen | Anna von Braunschweig-Grubenhagen | Anna von Braunschweig-Grubenhagen | Anna von Braunschweig-Grubenhagen |                               |                               | Friedrich III. Römisch-deutscher Kaiser | Friedrich III. Römisch-deutscher Kaiser | Friedrich III. Römisch-deutscher Kaiser | Friedrich III. Römisch-deutscher Kaiser | Friedrich III. Römisch-deutscher Kaiser | Friedrich III. Römisch-deutscher Kaiser |                          |                          | Eleonore Helena von Portugal | Eleonore Helena von Portugal | Eleonore Helena von Portugal | Eleonore Helena von Portugal | Eleonore Helena von Portugal  | Eleonore Helena von Portugal  |                               |                               | Markgraf Christoph I. von Baden | Markgraf Christoph I. von Baden | Markgraf Christoph I. von Baden | Markgraf Christoph I. von Baden | Markgraf Christoph I. von Baden | Markgraf Christoph I. von Baden |                               |                               | Ottilie von Katzenelnbogen    | Ottilie von Katzenelnbogen    | Ottilie von Katzenelnbogen | Ottilie von Katzenelnbogen | Ottilie von Katzenelnbogen | Ottilie von Katzenelnbogen |                         |                         | Philipp von der Pfalz   | Philipp von der Pfalz   | Philipp von der Pfalz | Philipp von der Pfalz | Philipp von der Pfalz   | Philipp von der Pfalz   |                         |                         | Margarete von Bayern    | Margarete von Bayern    | Margarete von Bayern | Margarete von Bayern | Margarete von Bayern | Margarete von Bayern |  |  | Erzherzog Maximilian von Österreich | Erzherzog Maximilian von Österreich | Erzherzog Maximilian von Österreich | Erzherzog Maximilian von Österreich | Erzherzog Maximilian von Österreich             | Erzherzog Maximilian von Österreich             |                                                 |                                                 | Maria von Burgund                               | Maria von Burgund                               | Maria von Burgund | Maria von Burgund | Maria von Burgund                     | Maria von Burgund                     |                                       |                                       | Ferdinand der Katholische             | Ferdinand der Katholische             | Ferdinand der Katholische | Ferdinand der Katholische | Ferdinand der Katholische | Ferdinand der Katholische |                         |                         | Isabella die Katholische | Isabella die Katholische | Isabella die Katholische | Isabella die Katholische | Isabella die Katholische | Isabella die Katholische |                     |                     | Kasimir IV. Andreas König von Polen | Kasimir IV. Andreas König von Polen | Kasimir IV. Andreas König von Polen | Kasimir IV. Andreas König von Polen | Kasimir IV. Andreas König von Polen       | Kasimir IV. Andreas König von Polen       |                                           |                                           | Elisabeth von Habsburg                    | Elisabeth von Habsburg                    | Elisabeth von Habsburg | Elisabeth von Habsburg | Elisabeth von Habsburg     | Elisabeth von Habsburg     |                            |                            | Gaston II. de Foix-Candale | Gaston II. de Foix-Candale | Gaston II. de Foix-Candale | Gaston II. de Foix-Candale | Gaston II. de Foix-Candale | Gaston II. de Foix-Candale |                      |                      | Catharine            | Catharine            | Catharine | Catharine | Catharine | Catharine |
|                          |                          |                          |                          |                                      |                                      |                                      |                                      |                                      |                                      |                                   |                                   |                                   |                                   |                               |                               |                                         |                                         |                                         |                                         |                                         |                                         |                          |                          |                              |                              |                              |                              |                               |                               |                               |                               |                                 |                                 |                                 |                                 |                                 |                                 |                               |                               |                               |                               |                            |                            |                            |                            |                         |                         |                         |                         |                       |                       |                         |                         |                         |                         |                         |                         |                      |                      |                      |                      |  |  |                                     |                                     |                                     |                                     |                                                 |                                                 |                                                 |                                                 |                                                 |                                                 |                   |                   |                                       |                                       |                                       |                                       |                                       |                                       |                           |                           |                           |                           |                         |                         |                          |                          |                          |                          |                          |                          |                     |                     |                                     |                                     |                                     |                                     |                                           |                                           |                                           |                                           |                                           |                                           |                        |                        |                            |                            |                            |                            |                            |                            |                            |                            |                            |                            |                      |                      |                      |                      |           |           |           |           |
|                          |                          |                          |                          | Albrecht der Weise Herzog von Bayern | Albrecht der Weise Herzog von Bayern | Albrecht der Weise Herzog von Bayern | Albrecht der Weise Herzog von Bayern | Albrecht der Weise Herzog von Bayern | Albrecht der Weise Herzog von Bayern |                                   |                                   |                                   |                                   |                               |                               |                                         |                                         |                                         |                                         | Kunigunde von Österreich                | Kunigunde von Österreich                | Kunigunde von Österreich | Kunigunde von Österreich | Kunigunde von Österreich     | Kunigunde von Österreich     |                              |                              |                               |                               |                               |                               |                                 |                                 |                                 |                                 | Philipp I. Markgraf von Baden   | Philipp I. Markgraf von Baden   | Philipp I. Markgraf von Baden | Philipp I. Markgraf von Baden | Philipp I. Markgraf von Baden | Philipp I. Markgraf von Baden |                            |                            |                            |                            |                         |                         |                         |                         |                       |                       | Elisabeth von der Pfalz | Elisabeth von der Pfalz | Elisabeth von der Pfalz | Elisabeth von der Pfalz | Elisabeth von der Pfalz | Elisabeth von der Pfalz |                      |                      |                      |                      |  |  |                                     |                                     |                                     |                                     | Philipp der Schöne König von Kastilien und León | Philipp der Schöne König von Kastilien und León | Philipp der Schöne König von Kastilien und León | Philipp der Schöne König von Kastilien und León | Philipp der Schöne König von Kastilien und León | Philipp der Schöne König von Kastilien und León |                   |                   |                                       |                                       |                                       |                                       |                                       |                                       |                           |                           | Johanna die Wahnsinnige   | Johanna die Wahnsinnige   | Johanna die Wahnsinnige | Johanna die Wahnsinnige | Johanna die Wahnsinnige  | Johanna die Wahnsinnige  |                          |                          |                          |                          |                     |                     |                                     |                                     |                                     |                                     | Vladislav II. König von Böhmen und Ungarn | Vladislav II. König von Böhmen und Ungarn | Vladislav II. König von Böhmen und Ungarn | Vladislav II. König von Böhmen und Ungarn | Vladislav II. König von Böhmen und Ungarn | Vladislav II. König von Böhmen und Ungarn |                        |                        |                            |                            |                            |                            |                            |                            |                            |                            | Anne de Foix-Candale       | Anne de Foix-Candale       | Anne de Foix-Candale | Anne de Foix-Candale | Anne de Foix-Candale | Anne de Foix-Candale |           |           |           |           |
|                          |                          |                          |                          | Albrecht der Weise Herzog von Bayern | Albrecht der Weise Herzog von Bayern | Albrecht der Weise Herzog von Bayern | Albrecht der Weise Herzog von Bayern | Albrecht der Weise Herzog von Bayern | Albrecht der Weise Herzog von Bayern |                                   |                                   |                                   |                                   |                               |                               |                                         |                                         |                                         |                                         | Kunigunde von Österreich                | Kunigunde von Österreich                | Kunigunde von Österreich | Kunigunde von Österreich | Kunigunde von Österreich     | Kunigunde von Österreich     |                              |                              |                               |                               |                               |                               |                                 |                                 |                                 |                                 | Philipp I. Markgraf von Baden   | Philipp I. Markgraf von Baden   | Philipp I. Markgraf von Baden | Philipp I. Markgraf von Baden | Philipp I. Markgraf von Baden | Philipp I. Markgraf von Baden |                            |                            |                            |                            |                         |                         |                         |                         |                       |                       | Elisabeth von der Pfalz | Elisabeth von der Pfalz | Elisabeth von der Pfalz | Elisabeth von der Pfalz | Elisabeth von der Pfalz | Elisabeth von der Pfalz |                      |                      |                      |                      |  |  |                                     |                                     |                                     |                                     | Philipp der Schöne König von Kastilien und León | Philipp der Schöne König von Kastilien und León | Philipp der Schöne König von Kastilien und León | Philipp der Schöne König von Kastilien und León | Philipp der Schöne König von Kastilien und León | Philipp der Schöne König von Kastilien und León |                   |                   |                                       |                                       |                                       |                                       |                                       |                                       |                           |                           | Johanna die Wahnsinnige   | Johanna die Wahnsinnige   | Johanna die Wahnsinnige | Johanna die Wahnsinnige | Johanna die Wahnsinnige  | Johanna die Wahnsinnige  |                          |                          |                          |                          |                     |                     |                                     |                                     |                                     |                                     | Vladislav II. König von Böhmen und Ungarn | Vladislav II. König von Böhmen und Ungarn | Vladislav II. König von Böhmen und Ungarn | Vladislav II. König von Böhmen und Ungarn | Vladislav II. König von Böhmen und Ungarn | Vladislav II. König von Böhmen und Ungarn |                        |                        |                            |                            |                            |                            |                            |                            |                            |                            | Anne de Foix-Candale       | Anne de Foix-Candale       | Anne de Foix-Candale | Anne de Foix-Candale | Anne de Foix-Candale | Anne de Foix-Candale |           |           |           |           |
|                          |                          |                          |                          |                                      |                                      |                                      |                                      |                                      |                                      |                                   |                                   | Wilhelm IV. Herzog von Bayern     | Wilhelm IV. Herzog von Bayern     | Wilhelm IV. Herzog von Bayern | Wilhelm IV. Herzog von Bayern | Wilhelm IV. Herzog von Bayern           | Wilhelm IV. Herzog von Bayern           |                                         |                                         |                                         |                                         |                          |                          |                              |                              |                              |                              |                               |                               |                               |                               |                                 |                                 |                                 |                                 |                                 |                                 |                               |                               |                               |                               |                            |                            | Maria Jakobäa von Baden    | Maria Jakobäa von Baden    | Maria Jakobäa von Baden | Maria Jakobäa von Baden | Maria Jakobäa von Baden | Maria Jakobäa von Baden |                       |                       |                         |                         |                         |                         |                         |                         |                      |                      |                      |                      |  |  |                                     |                                     |                                     |                                     |                                                 |                                                 |                                                 |                                                 |                                                 |                                                 |                   |                   | Ferdinand I. Römisch-deutscher Kaiser | Ferdinand I. Römisch-deutscher Kaiser | Ferdinand I. Römisch-deutscher Kaiser | Ferdinand I. Römisch-deutscher Kaiser | Ferdinand I. Römisch-deutscher Kaiser | Ferdinand I. Römisch-deutscher Kaiser |                           |                           |                           |                           |                         |                         |                          |                          |                          |                          |                          |                          |                     |                     |                                     |                                     |                                     |                                     |                                           |                                           |                                           |                                           |                                           |                                           |                        |                        | Anna von Böhmen und Ungarn | Anna von Böhmen und Ungarn | Anna von Böhmen und Ungarn | Anna von Böhmen und Ungarn | Anna von Böhmen und Ungarn | Anna von Böhmen und Ungarn |                            |                            |                            |                            |                      |                      |                      |                      |           |           |           |           |
|                          |                          |                          |                          |                                      |                                      |                                      |                                      |                                      |                                      |                                   |                                   | Wilhelm IV. Herzog von Bayern     | Wilhelm IV. Herzog von Bayern     | Wilhelm IV. Herzog von Bayern | Wilhelm IV. Herzog von Bayern | Wilhelm IV. Herzog von Bayern           | Wilhelm IV. Herzog von Bayern           |                                         |                                         |                                         |                                         |                          |                          |                              |                              |                              |                              |                               |                               |                               |                               |                                 |                                 |                                 |                                 |                                 |                                 |                               |                               |                               |                               |                            |                            | Maria Jakobäa von Baden    | Maria Jakobäa von Baden    | Maria Jakobäa von Baden | Maria Jakobäa von Baden | Maria Jakobäa von Baden | Maria Jakobäa von Baden |                       |                       |                         |                         |                         |                         |                         |                         |                      |                      |                      |                      |  |  |                                     |                                     |                                     |                                     |                                                 |                                                 |                                                 |                                                 |                                                 |                                                 |                   |                   | Ferdinand I. Römisch-deutscher Kaiser | Ferdinand I. Römisch-deutscher Kaiser | Ferdinand I. Römisch-deutscher Kaiser | Ferdinand I. Römisch-deutscher Kaiser | Ferdinand I. Römisch-deutscher Kaiser | Ferdinand I. Römisch-deutscher Kaiser |                           |                           |                           |                           |                         |                         |                          |                          |                          |                          |                          |                          |                     |                     |                                     |                                     |                                     |                                     |                                           |                                           |                                           |                                           |                                           |                                           |                        |                        | Anna von Böhmen und Ungarn | Anna von Böhmen und Ungarn | Anna von Böhmen und Ungarn | Anna von Böhmen und Ungarn | Anna von Böhmen und Ungarn | Anna von Böhmen und Ungarn |                            |                            |                            |                            |                      |                      |                      |                      |           |           |           |           |
|                          |                          |                          |                          |                                      |                                      |                                      |                                      |                                      |                                      |                                   |                                   |                                   |                                   |                               |                               |                                         |                                         |                                         |                                         |                                         |                                         |                          |                          |                              |                              |                              |                              | Albrecht V. Herzog von Bayern | Albrecht V. Herzog von Bayern | Albrecht V. Herzog von Bayern | Albrecht V. Herzog von Bayern | Albrecht V. Herzog von Bayern   | Albrecht V. Herzog von Bayern   |                                 |                                 |                                 |                                 |                               |                               |                               |                               |                            |                            |                            |                            |                         |                         |                         |                         |                       |                       |                         |                         |                         |                         |                         |                         |                      |                      |                      |                      |  |  |                                     |                                     |                                     |                                     |                                                 |                                                 |                                                 |                                                 |                                                 |                                                 |                   |                   |                                       |                                       |                                       |                                       |                                       |                                       |                           |                           |                           |                           |                         |                         |                          |                          |                          |                          | Anna von Österreich      | Anna von Österreich      | Anna von Österreich | Anna von Österreich | Anna von Österreich                 | Anna von Österreich                 |                                     |                                     |                                           |                                           |                                           |                                           |                                           |                                           |                        |                        |                            |                            |                            |                            |                            |                            |                            |                            |                            |                            |                      |                      |                      |                      |           |           |           |           |
|                          |                          |                          |                          |                                      |                                      |                                      |                                      |                                      |                                      |                                   |                                   |                                   |                                   |                               |                               |                                         |                                         |                                         |                                         |                                         |                                         |                          |                          |                              |                              |                              |                              | Albrecht V. Herzog von Bayern | Albrecht V. Herzog von Bayern | Albrecht V. Herzog von Bayern | Albrecht V. Herzog von Bayern | Albrecht V. Herzog von Bayern   | Albrecht V. Herzog von Bayern   |                                 |                                 |                                 |                                 |                               |                               |                               |                               |                            |                            |                            |                            |                         |                         |                         |                         |                       |                       |                         |                         |                         |                         |                         |                         |                      |                      |                      |                      |  |  |                                     |                                     |                                     |                                     |                                                 |                                                 |                                                 |                                                 |                                                 |                                                 |                   |                   |                                       |                                       |                                       |                                       |                                       |                                       |                           |                           |                           |                           |                         |                         |                          |                          |                          |                          | Anna von Österreich      | Anna von Österreich      | Anna von Österreich | Anna von Österreich | Anna von Österreich                 | Anna von Österreich                 |                                     |                                     |                                           |                                           |                                           |                                           |                                           |                                           |                        |                        |                            |                            |                            |                            |                            |                            |                            |                            |                            |                            |                      |                      |                      |                      |           |           |           |           |
|                          |                          |                          |                          |                                      |                                      |                                      |                                      |                                      |                                      |                                   |                                   |                                   |                                   |                               |                               |                                         |                                         |                                         |                                         |                                         |                                         |                          |                          |                              |                              |                              |                              |                               |                               |                               |                               |                                 |                                 |                                 |                                 |                                 |                                 |                               |                               |                               |                               |                            |                            |                            |                            |                         |                         |                         |                         |                       |                       |                         |                         |                         |                         |                         |                         |                      |                      | Wilhelm der Fromme   |                      |  |  |                                     |                                     |                                     |                                     |                                                 |                                                 |                                                 |                                                 |                                                 |                                                 |                   |                   |                                       |                                       |                                       |                                       |                                       |                                       |                           |                           |                           |                           |                         |                         |                          |                          |                          |                          |                          |                          |                     |                     |                                     |                                     |                                     |                                     |                                           |                                           |                                           |                                           |                                           |                                           |                        |                        |                            |                            |                            |                            |                            |                            |                            |                            |                            |                            |                      |                      |                      |                      |           |           |           |           |